# فرودگاه مزوزو
فرودگاه مزوزو (به انگلیسی: Mzuzu Airport) یک فرودگاه همگانی با کد یاتا ZZU است که یک باند فرود آسفالت دارد و طول باند آن ۱۳۰۸ متر است. این فرودگاه در کشور مالاوی قرار دارد و در ارتفاع ۱۲۵۴ متری از سطح دریا واقع شده‌است.